# Stromanthe glabra
Stromanthe glabra là một loài thực vật có hoa trong họ Marantaceae. Loài này được Yosh.-Arns mô tả khoa học đầu tiên năm 2002.